# 1964年中北美洲及加勒比海冠軍盃
1964年中北美洲及加勒比海冠軍盃（英語：1964 CONCACAF Champions' Cup）是中北美洲及加勒比海聯賽冠軍盃，由中北美洲及加勒比海足球協會主辦。由中美洲、北美洲及加勒比地區之間的球會角逐，為該區頂級的球會級賽事。在此比赛中没有冠军、因为无法举行决赛。因此被宣布为无效。

## 北美洲區

### 第一圈
| 第一隊   | 總比數 | 第二隊     | 首回合 | 次回合 |
| -------- | ------ | ---------- | ------ | ------ |
| 阿美利加 | w/o    | 烏克蘭國民 |        |        |

两支球队都出于未知原因离开了比赛。

### 第二圈
| 第一隊     | 總比數 | 第二隊     | 首回合 | 次回合 |
| ---------- | ------ | ---------- | ------ | ------ |
| 瓜達拉哈拉 | w/o    | 第一圈勝方 |        |        |

瓜达拉哈拉没有对手，所以他离开了比赛。

## 中美洲區

### 第一圈
| 1964年9月20日 | 阿古拿 | 1–2 | 市政體育會 | 聖米格爾, 萨尔瓦多 |

| 1964年9月27日 | 市政體育會 | 1–2 | 阿古拿 | 危地马拉市, 危地马拉 |

| 1964年10月11日 | 市政體育會 | 2–1 (5–4 總分) | 阿古拿 | 危地马拉市, 危地马拉 |

| 1964年9月26日 | 奧林比亞 | 0–2 | 烏拉圭科羅納多 | 特古西加尔巴, 洪都拉斯 |

| 1964年9月27日 | 烏拉圭科羅納多 | 2–1 (4–1 總分) | 奧林比亞 | 特古西加尔巴, 洪都拉斯 |

### 第二圈
| 1964年11月1日 | 市政體育會 | 1–3 | 烏拉圭科羅納多 | 馬薩特南戈, 危地马拉 |

## 加勒比海區

### 第一圈
| 1964年9月24日 | 楓樹 | 4–1 | 里奧維克多 | 西班牙港, 千里達及托巴哥 |

| 1964年10月1日 | 里奧維克多 | 4–0 (5–4 總分) | 楓樹 | 帕拉马里博, 蘇利南 |

| 1964年10月8日 | 黑鷹 | 4–1 | 雲登 | 太子港, 海地 |

| 1964年10月10日 | 雲登 | 2–2 (3–6 總分) | 黑鷹 | 太子港, 海地 |

### 第二圈
| 1964年12月1日 | 里奧維克多 | 2–1 | 黑鷹 |  |

| 1964年12月15日 | 黑鷹 | 1–1 (2–3 總分) | 里奧維克多 |  |

## 總決賽
| 第一隊     | 總比數 | 第二隊         | 首回合 | 次回合 |
| ---------- | ------ | -------------- | ------ | ------ |
| 里奧維克多 | w/o    | 烏拉圭科羅納多 |        |        |

两支球队都出于未知原因离开了比赛。

## 外部連結
- RSSSF.com – CONCACAF Cup （页面存档备份，存于）